# Cardaillac
Cardaillac is een gemeente in het Franse departement Lot (regio Occitanie). De plaats maakt deel uit van het arrondissement Figeac. Cardaillac is lid van Les Plus Beaux Villages de France. Cardaillac telde op 1 januari 2022 621 inwoners.

## Geografie
De oppervlakte van Cardaillac bedroeg op 1 januari 2022 18,1 vierkante kilometer; de bevolkingsdichtheid was toen 34,3 inwoners per km².

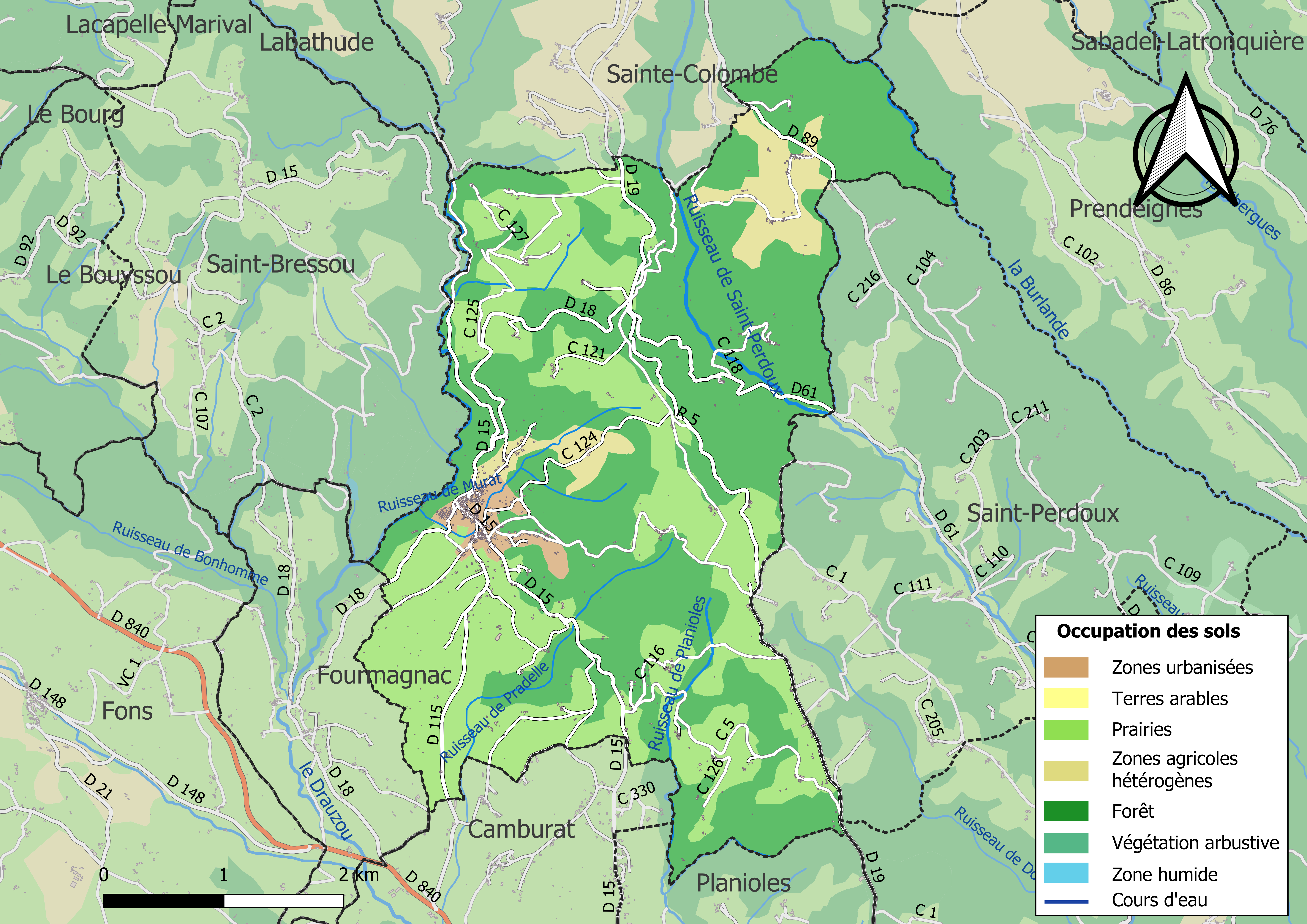
Kaart van de gemeente met de belangrijkste infrastructuur, bodemgebruik en omliggende gemeenten

## Demografie
Onderstaande figuur toont het verloop van het inwonertal (bron: INSEE-tellingen).